# بوب يونغ (لاعب كرة قدم)
بوب يونغ (بالإنجليزية: Bob Young)‏ هو مدرب كرة قدم ولاعب كرة قدم بريطاني (وحمل سابقاً جنسية المملكة المتحدة لبريطانيا العظمى وأيرلندا) في مركز الدفاع، ولد في 18 فبراير 1894، وتوفي في 8 سبتمبر 1960. لعب مع نادي سندرلاند.

## وصلات خارجية
- بوب يونغ على موقع Soccerbase.com (مدرب) (الإنجليزية)